# 叮全新闻
叮全新闻是指韩国第五共和国时期（1981年至1987年）的电视新闻。当时韩国两家电视台（KBS和MBC）的新闻中，几乎总是将时任总统全斗焕的活动放在头条播出，且在报时音（“叮”）结束后总是以“全斗焕总统今天……”（전두환 대통령은 오늘...）开场，故有“叮全新闻”一说。

## 历史
1981年韩国进入第五共和国时代，全斗焕政府要求当时的韩国媒体无条件将总统活动消息放在头条；在全斗焕的活动之后，还会接着播出第一夫人李顺子的活动新闻，其他新闻无论重要度如何，都只能放在后面播出。这其中包括了1983年大韩航空007号班机空难，当天KBS和MBC的新闻头条却安排了全斗焕满面笑容参加清洁活动的画面。
为报道全斗焕的活动，KBS设立了专门的编辑室。当时MBC曾因未将全斗焕的活动放在头条，被当局认定为严重播出事故，涉事记者被减薪三个月，并限制进入青瓦台的权限。

## 后续
自韩国民主化以来，总统的活动不再被强制要求安排在头条位置。但一些被指干预媒体报道的总统（如朴槿惠、尹锡悦）在任期间，部分电视台的晚间主新闻时段经常将其活动安排在头条播出，批评者将这一行为与全斗焕时代的“叮全新闻”相提并论，称之为“叮朴新闻”“叮尹新闻”等。